# Георге Конел (награда)
Литературната награда „Георге Конел“ (на немски: George-Konell-Preis) на провинциалната столица Висбаден е учредена в памет на писателя Георге Конел, който дълги години е живял и работил във Висбаден.
На всеки две години с отличието се удостоява цялостно литературно творчество или първа публикация на писател. Авторите трябва да имат постоянно местожителство в Хесен.
Наградата възлиза на 5000 €.

## Носители на наградата
- 1998: Гудрун Паузеванг
- 2000: Щефан Калуца
- 2002: Катя Беренс
- 2004: Рикарда Юнге
- 2006: Петер Курцек
- 2008: Зилке Шойерман
- 2010: Михаел Шнайдер
- 2012: Алиса Валзер
- 2014: Щефан Томе
- 2016: Заския Хениг фон Ланге
- 2018: Ева Демски